# Украина на Играх доброй воли
Украина принимала участие в летних Играх доброй воли, начиная с Игр 1994 года. Также принимала участие в зимних Играх 2000 года.
До 1994 года спортсмены Украины принимали участие в Играх в составе команды СССР.
На всех Играх спортивные делегации Украины завоевали всего 50 медалей, из них 12 золотых.

## Медальный зачёт

### Медали на летних Играх
| Игры                 | Золото                             | Серебро                            | Бронза                             | Всего                              | Место                              |
| 1986, 1990           | участвовали в составе команды СССР | участвовали в составе команды СССР | участвовали в составе команды СССР | участвовали в составе команды СССР | участвовали в составе команды СССР |
| Санкт-Петербург 1994 | 8                                  | 5                                  | 12                                 | 25                                 | 6                                  |
| Нью-Йорк 1998        | 1                                  | 5                                  | 4                                  | 10                                 | 8                                  |
| Брисбен 2001         | 3                                  | 5                                  | 6                                  | 14                                 | 9                                  |
| Всего                | 12                                 | 15                                 | 22                                 | 49                                 |                                    |

### Медали на зимних Играх
| Игры             | Золото | Серебро | Бронза | Всего | Место |
| Лейк-Плэсид 2000 | 0      | 0       | 1      | 1     | 18    |